# کن کایلات
کن کایلات (انگلیسی: Ken Caillat؛ زادهٔ ۱۲ اوت ۱۹۴۶) یک موسیقی‌دان اهل ایالات متحده آمریکا است. وی از سال ۱۹۶۵ میلادی تاکنون مشغول فعالیت بوده‌است. 